# Zaraza (cykl powieściowy)
Zaraza – trylogia historyczna autorstwa Jerzego Cepika opublikowana w 1993 roku. 
Cykl składa się z trzech części:  Kto sieje wiatr?, Duma poprzedza upadek i Śmierć w świątyni. Jest to opowieść o zniszczeniu dokonań cywilizacji greckiej i rzymskiej, zdominowanej przez chrześcijański monoteizm. Osią cyklu jest postać Hypatii z Aleksandrii, aleksandryjskiej filozof.